# 텔레센트릭 렌즈

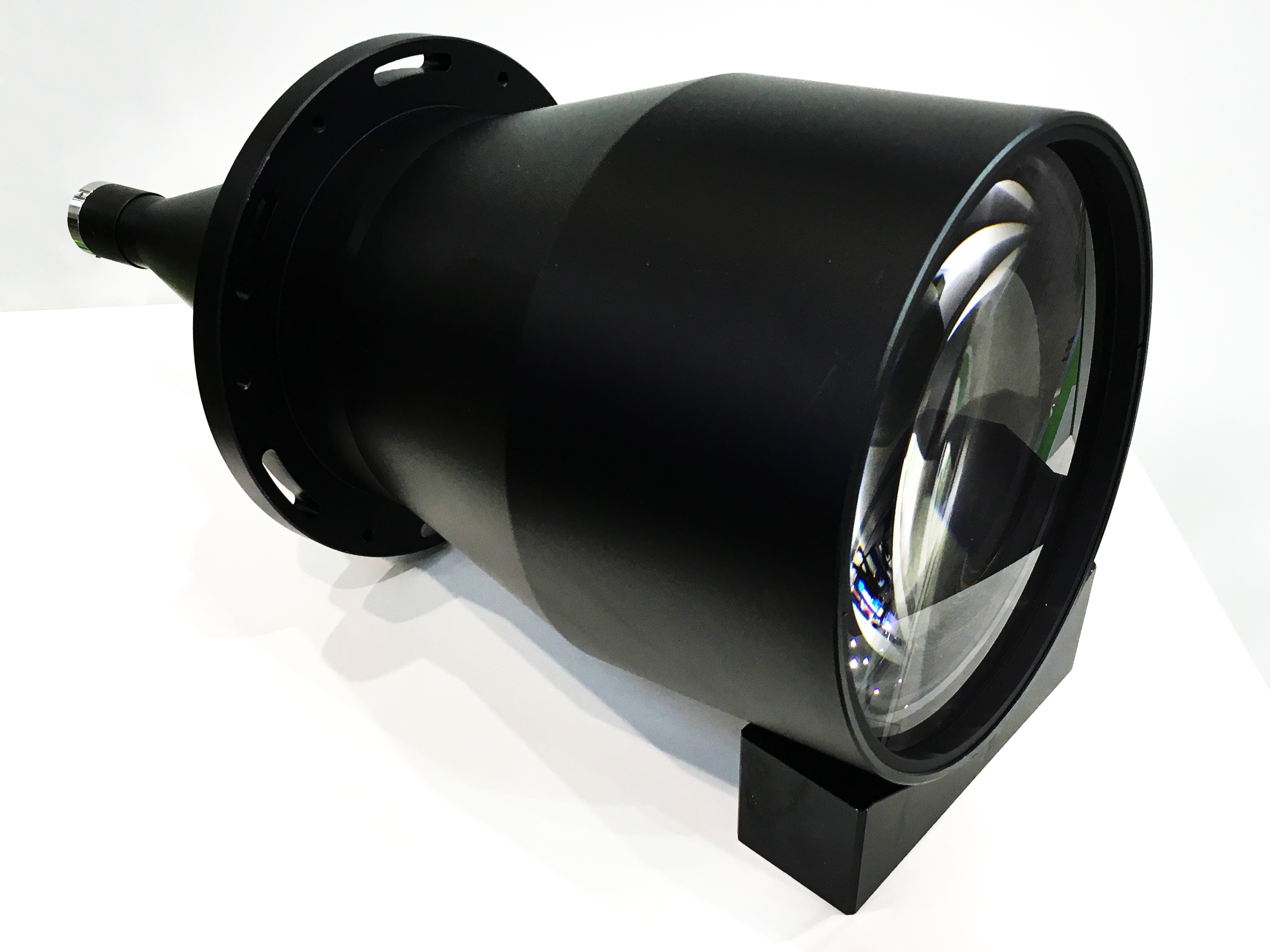
양측 텔레센트릭 렌즈

텔레센트릭 렌즈(telecentric lens)는 입사동 또는 출사동이 무한원(無限遠)에 있는 혼합 렌즈이다. 입사동이 무한원에 있는 경우 정사영을 형성한다. 이는 주광선이 계의 앞이나 뒤에서 축과 평행을 이룸을 의미한다. 텔레센트릭 렌즈를 만드는 가장 간단한 방법은 렌즈의 초점 중 하나에 조리개를 놓는 것이다.  
무한원에 있는 입사동은 렌즈를 물체측 텔레센트릭(object-space telecentric) 렌즈로 만든다. 이러한 렌즈는 머신 비전에 사용되는데 이미지의 확대가 시야 안의 피사체의 거리나 위치에서 독립적이기 때문이다. 
무한원에 있는 출사동은 렌즈를 상측 텔레센트릭(image-space telecentric) 렌즈로 만든다. 이러한 렌즈는 입사각의 넓은 범위를 허용하지 않는 이미지 센서와 함께 사용된다. 예를 들어 3CCD의 컬러 빔스플리터 프리즘 조립은 텔레센트릭 렌즈와 가장 잘 동작한다.  
입사동과 출사동이 모두 무한원에 있을 때에는 렌즈는 양측 텔레센트릭(double telecentric, bi-telecentric) 렌즈가 된다. 